# Прогрессивная партия (США, 1924)

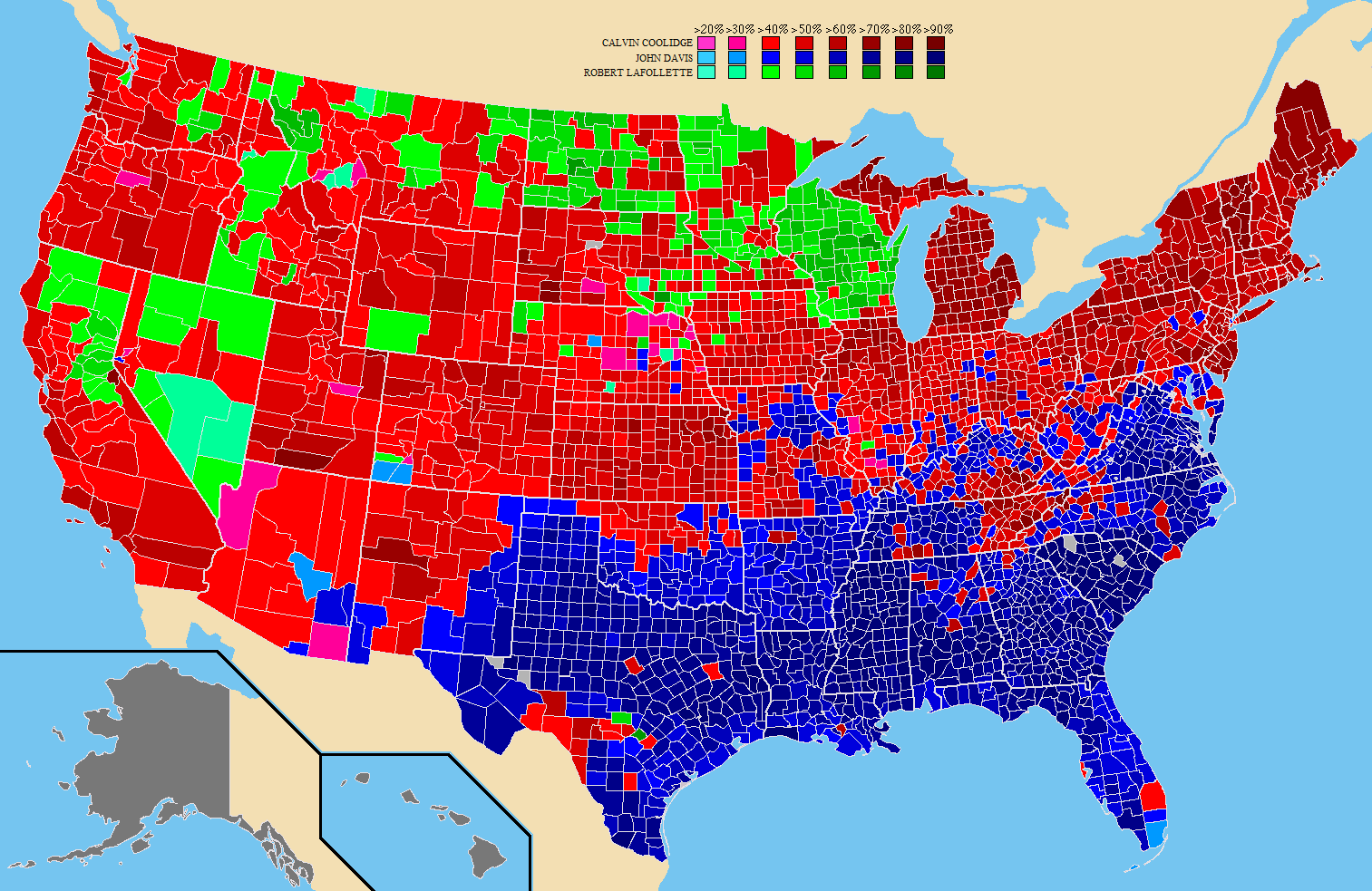
Результаты президентских выборов 1924 года. Зелёным цветом обозначены округа, на которых победил кандидат Прогрессивной партии.

Прогрессивная партия (1924 года) — «третья» политическая партия США, которая частично была продолжением партии с этим названием 1912 года и была особенно активна во время предвыборной президентской кампании 1924 года. Многие историки считают, что партия была создана Робертом Лафоллетом исключительно под эти выборы. После 1924 года её активность на национальном уровне существенно упала. Национальный комитет Прогрессивной партии провел свое последнее заседание в 1927 году. В 1934 году, через девять лет после смерти Лафоллета, его сыновья создали Висконсинскую прогрессивную партию и некоторое время доминировали в политике штата.

## История
Сенатор от Висконсина Роберт Лафоллет пытался создать прогрессивное крыло в Республиканской партии Висконсина ещё в 1900-х годах. Однако в 1912 году лидерство среди прогрессистов перехватил бывший президент-республиканец Теодор Рузвельт, отколовшийся от Республиканской партии. После окончательного ухода рузвельтовского крыла из Прогрессивной партии Лафоллет смог стать лидером новой партии. В 1924 году партия призвала к национализации железных дорог и другим социальным реформам. На выборах 1924 года Прогрессивная партия представляла коалицию фермеров и рабочих. Она была поддержана Социалистической партией, Американской федерацией труда и многими железнодорожными профсоюзами. Лафоллет получил 17% голосов (с начала XX века третий результат среди «третьих сил» после выборов 1912 и 1992 годов), но победил только в родном Висконсине. В следующем 1925 году он умер, но его семья продолжала партийную политическую активность в Висконсине, периодически вступая в коалиции с республиканцами или демократами. Например, в 1932 году сын Лафоллета участвовал в предвыборной кампании демократа Франклина Рузвельта.